# Haus Kolig

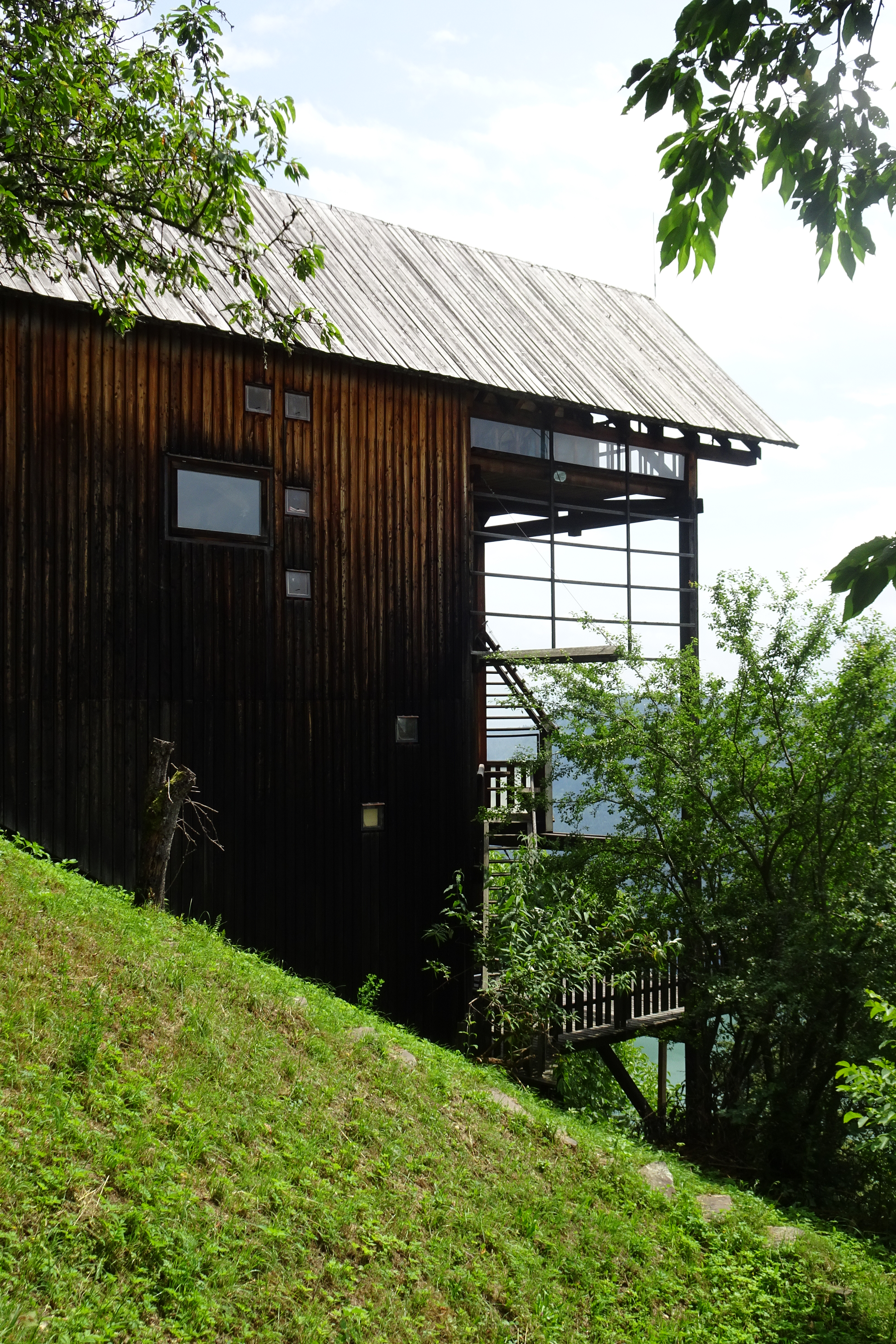
Seitenansicht

Das Haus Kolig (Haus mit Erinnerung) ist das Wohnhaus des Malers Cornelius Kolig, das 1977 nach Plänen des österreichischen Architekten Manfred Kovatsch errichtet wurde. Das Haus steht seit 2021 unter Denkmalschutz (Listeneintrag).
Das Haus über dem Ossiacher See befindet sich am Deutschberg 70. Bauzeit war von 1975 bis 1977. Der aufgeständerte Bau wurde in Holzkonstruktion an einem Steilhang erstellt. Das Raumprogramm verteilt sich auf vier Niveaus, zuunterst eine Terrasse mit einem Zugang zum umgebenden Gelände, darüber das Wohngeschoß, Koch- und Essgeschoß und im Dachgeschoß zwei Schlafzimmer. Die Hauptkonstruktion besteht aus Fichtenholz und bildet im gerasterten Grundriss vier Felder von 4,40 m im Quadrat. Das natürliche Gelände wird dabei nicht berührt.